# Dom pod Trzema Koronami w Krakowie
Dom pod Trzema Koronami – zabytkowa kamienica znajdująca się w Krakowie, w dzielnicy I przy ulicy Kanoniczej 7, na Starym Mieście.
Kamienica została wybudowana przez Nawoja z Tęczyna na początku XIV wieku. Jedynym zachowanym śladem po ówczesnej architekturze budowli jest niewielkie okienko, w kamiennym obramowaniu, znajdujące się na parterze fasady. Około 1523 dom został gruntowanie przebudowany na polecenie kanonika Jana Karnkowskiego. W tym okresie powstały gotycko-renesansowe obramowania okien pierwszego piętra oraz portal wejściowy z wrotami kutymi blachą, na fryzie, którego wyryto cytat z Psalmu 17: „Pan wspomożeniem moim i obrońcą moim”. Po 1574 kamienicę nadbudowano o drewniane drugie piętro, które w połowie XVIII wieku przebudowano na murowane. W 1907 odbyła się gruntowna renowacja budynku pod kierunkiem Józefa Hendla. Odkryto wówczas wiele średniowiecznych artefaktów, które wmurowano w sieni.
15 maja 1965 kamienica została wpisana do rejestru zabytków. Znajduje się także w gminnej ewidencji zabytków.